# ALF (serial animowany)
ALF (ang. ALF: The Animated Series, 1987–1989) – amerykański serial animowany. Jest to spinoff popularnego sitcomu z serii ALF. W Polsce nadawany dawniej na kanale TVP1.

## Fabuła
Serial opowiada o przygodach małego kosmity z planety Melmac – Gordona Shumwaya, który wraz z przybraną rodziną Ziemian przeżywa niesamowite przygody.

## Bohaterowie
- Gordon Shumway (A.L.F.) – główny bohater kreskówki, kosmita, pochodzący z planety Melmac
- Augie Shumway – mała siostrzyczka Gordona
- Bob Shumway – ojciec Gordona
- Curtis Shumway – mały braciszek Gordona
- Flo Shumway – matka Gordona
- Larson Petty – złoczyńca
- Rhonda – dziewczyna Gordona
- Skip – przyjaciel Gordona

## Obsada
- Paul Fusco – Gordon Shumway (ALF)
- Paulina Gillis –
  - Augie Shumway,
  - Rhonda
- Rob Cowan – Skip
- Dan Hennessey – Sloop
- Peggy Mahon – Flo Shumway
- Len Carlson – Sierżant Staff
- Thick Wilson –
  - Bob Shumway,
  - Larson Petty
- Michael Fantini – Curtis Shumway